# Aérodrome de Gorom Gorom

L'aérodrome de Gorom Gorom est un aéroport d'usage public desservant Gorom-Gorom, au Burkina Faso.

## Localisation
Il est situé dans la direction de Salmossi et de Markoye, à 1,9 km à l'est-nord-est de Gorom-Gorom, ville de la région du Sahel au Burkina Faso. 

## Codification
La codification de l'Association internationale du transport aérien IATA est XGG, pour cet aérodrome. La codification de  l'organisation de l'aviation civile internationale (ICAO) est DFEG.